# Natalia Gavrilița
Natalia Gavrilița, nata Catrinescu (Mălăiești, 21 settembre 1977), è un'economista e politica moldava con cittadinanza rumena, Primo ministro della Moldavia dal 6 agosto 2021 fino al 16 febbraio 2023.
Terza donna a ricoprire questa carica, era stata precedentemente proposta come primo ministro da Maia Sandu nel febbraio 2021, trovando però l'ostracismo della maggioranza composta dal PSRM; nell'agosto 2021, a seguito delle elezioni parlamentari del 2021, è stata riproposta come Primo ministro e ha ricevuto dal Parlamento l'incarico di formare un governo.
Nelle elezioni parlamentari del 2021 è stata inoltre eletta al parlamento moldavo con il Partito di Azione e Solidarietà (PAS). Ha ricoperto la carica di ministro delle finanze da giugno a novembre 2019 nel governo Sandu.

## Biografia
Si è laureata in diritto internazionale presso l'Università Statale della Moldavia, e nel 2003 ha frequentato l'Edmund S. Muskie Graduate Fellowship Program. Ha conseguito inoltre un master in Public Policy presso la Harvard Kennedy School.
Ha ricoperto diversi incarichi nel servizio pubblico della Repubblica di Moldova e ha lavorato in progetti di sviluppo internazionale in diversi paesi dell'Europa orientale, dell'Africa e dell'Asia. Tra il 2007 e il 2008 ha lavorato presso il Ministero dell'Economia e delle Infrastrutture come Capo del Dipartimento per le previsioni economiche e per i programmi di sviluppo. Dal 2008 al 2009 è stata Capo della Direzione per il coordinamento delle politiche e dell'assistenza esterna all'interno della Cancelleria di Stato. Dal 2010 al 2013 ha lavorato per la Oxford Policy Management nel Regno Unito come consulente senior e successivamente come Portfolio Manager sui metodi di valutazione. Tra il 2013 e il 2015 è stata capo di Stato e poi Segretario di Stato presso il Ministero della Pubblica Istruzione, allora retto da Maia Sandu. È stata anche direttrice esecutiva del progetto di riforma dell'istruzione della Banca mondiale.
Dal 2015 al 2019 è stata Managing Director del Global Fund for Innovation dove ha gestito un portafoglio di 11 progetti innovativi con un budget di circa 13,5 milioni di dollari, e ha guidato la selezione, l'analisi, la contrattazione e la gestione di progetti di investimento nell'innovazione per diversi paesi in via di sviluppo in Africa e Asia. Nel 2019 è stata Ministro delle finanze nel governo Sandu, dove si è distinta mobilitando un sostegno al bilancio per un importo di circa 100 milioni di dollari USA, ripristinando i rapporti e riprendendo il sostegno al bilancio con il FMI e l'Unione europea.
Nel 2021 è stata proposta dal Presidente della Repubblica di Moldavia come candidata alla carica di Primo Ministro, tuttavia la coalizione PSRM - Șor ha respinto la sua candidatura.
Dopo le elezioni parlamentari del 2021, il Partito di Azione e Solidarietà (PAS) ha ottenuto la maggioranza con 63 membri in parlamento. Il 6 agosto 2021 è stata eletta Primo ministro della Moldavia.

## Vita privata
Gavrilița è stata sposata con Vladimir Gavrilița, consigliere nell'organo di controllo del primo ministro della Repubblica di Moldavia, durante il periodo in cui Maia Sandu era primo ministro. Hanno divorziato nel giugno 2021.  Oltre al rumeno, parla fluentemente anche russo, inglese, francese e spagnolo.

## Controversie
Gavrilița è stata criticata dallo storico e politico unionista Octavian Țîcu per il suo sostegno allo stato indipendente moldavo nonostante abbia la cittadinanza rumena. In risposta, ha dichiarato di non ricordare più cosa contenesse il giuramento di cittadinanza, di non essere unificazionista e di volere che tutti i moldavi, indipendentemente dalla loro cittadinanza, vivessero bene nel loro paese. Țîcu l'ha in seguito etichettata come opportunista.
Durante la campagna elettorale del 2021 è stata criticata dal quotidiano Timpul de dimineață per essere apparsa in un video in lingua russa che promuoveva il concetto di popolo moldavo, in quello che il giornale vedeva come un'istanza di moldovenismo.